# Bihari Puhl Levente
Bihari Puhl Levente (Levy) (Székesfehérvár, 1957. december 29. –) Siófokon élő magyar képzőművész, festő, gondolkodó.

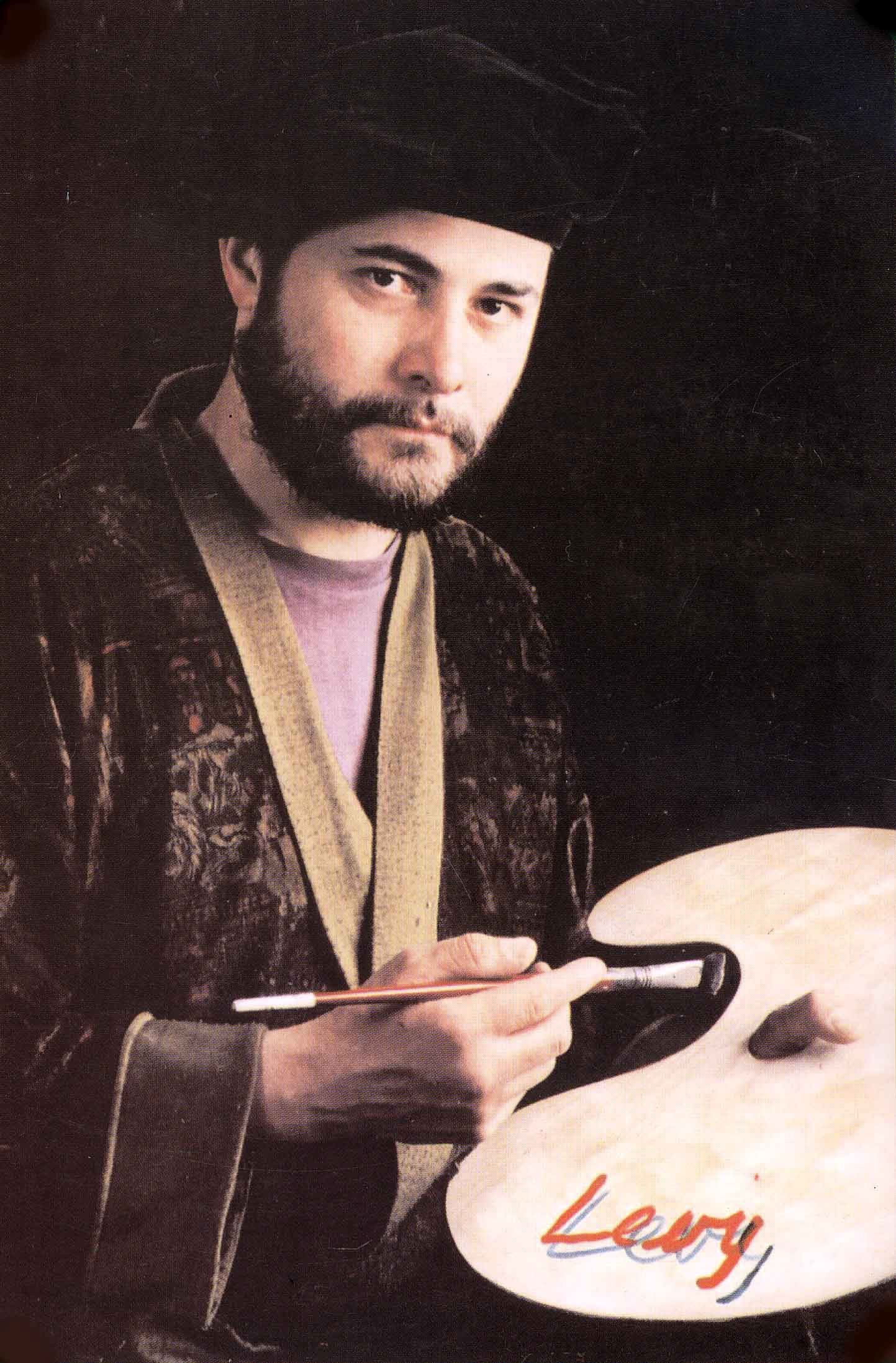
Fényképe 2005-ből

## Élete
Kisgyermek kora óta Siófokon él. A művészetek, különösen a képzőművészet eszmélésétől fogva érdekelték, izgatták nyiladozó értelmét. Már iskolásként, kicsit megismerve a képzőművészet nagyjait Leonardo, Rembrandt, Vermeer, valamint Csontváry és Vasarely festészetére csodálkozott rá, de Repin szuggesztív realizmusa, Siskin és Markó természetábrázolása ugyancsak lenyűgözte. 
Élete egyik máig ható, meghatározó élménye volt találkozása Salvador Dalí művészetével. Harmadikos gimnazistaként művészet-történet könyvében bukkant rá A polgárháború előérzete fekete-fehér reprodukciójára. Lenyűgözte a kompozíció monumentalitása, szuggesztív hatása, amelytől nem bírt szabadulni. Naiv rácsodálkozásában, a fekete-fehér reprodukció illúziókeltő hatására, elsőre szobornak vélte a művet. Osztálytársa világosította föl, hogy amit lát, az festmény. "Ez akkor mellbe vágott – írja alább olvasható művészi credo-jában –: »ki ez a festő, aki ilyen szuper képet festett?« Előtte is vonzódtam a régi, nagy mesterek festészetéhez, de igazából egyik sem tudott lekötni, sem Rembrandt, sem Leonardo, sem Csontváry, sem Renoir. Talán még Vasarely gyakorolt rám mélyebb hatást, de ez a Dalí (akit akkor én egy rég meghalt, dél-amerikai festőnek véltem) elindított bennem valamit. Évek teltek el, mígnem 1977-ben, abban a bizonyos budapesti, Báthory utcai idegen nyelvű könyvesboltban, egy könyv címlapján megláttam egy, még ennél is hatásosabb képet, ami a kirakathoz vonzott: Dali Corpus hypercubicus-át. Ebben találtam meg a tökéletes festészetet akkor: technikai tudás és metafizikai hatás."

## Magánélete
Nős, felesége: Ágota. Gyermekei: Andrea (Ynda, 1985), Tamás (1989), Zaránd (nevelt fia, második házasságából, 1990), Dániel (2005).

## Művészete

### Felkészülés a pályára
1979-ben felvételizett a Képzőművészeti Főiskolára, de nem vették fel. Ekkor azonban már tudta, hogy élethivatásként választja a képzőművészetet. Elkezdett festészetet, anatómiát, modellrajzot tanulni. Több képzőművész körben dolgozott, és otthonában rendezett be önképző műhelyt.
A festészet alapjait, a modellrajzot, az anatómiát Daday Kálmán festőművésznél, Rudnay Gyula tanítványánál tanulta. Daday Muzsinszky Nagy Endrével az 1955-től működő Siófoki Képzőművészeti Szabadiskola alapítója, művésztanára volt.
Mesterének tekinti Wessely Tibort művész-pedagógust, a Képcsarnok Vállalat egykori művészeti mentorát. Ő számos fiatal, pályakezdő művészt indított el a festészet útján. Maga igazából nem volt festő, de ismerte a festészet minden mesterfogását, rejtélyét, a legapróbb részletekig. És tudását, ízlését rendkívüli pedagógiai érzékkel volt képes közvetíteni tanítványainak. Igazából ő vezette be Levyt a klasszikus festészet rejtelmeibe – melyet mindig is keresett és el akart sajátítani.

### Artex – megélhetési festészet
1980-tól az ARTEX-nél dolgozott. Ez jó iskola volt arra, hogy megtanulja a klasszikus festészet alapjait és mesterfogásait, amelyek mindig is vonzották. Nagy előny volt, hogy rendszeres megrendelésekhez jutott: a nagyközönség ízlését kielégítő zsánerképeket és tájképeket kellett festenie. Ezeket a képeket külföldi műkereskedők rendelték, s így festményei eljutottak az USA-ba, Kanadába, Angliába, Franciaországba, Japánba, Ausztráliába. A megrendelések révén festészetével már el tudta tartani önmagát, majd családját is. Később német, osztrák és olasz galériák megrendeléseire dolgozott, 1990-től már személyesen szállította más témájú festményeit osztrák, német, olasz, francia megrendelőknek. A bécsi Galerie Otto, valamint Georg Haas sok éven át rendszeresen rendelt tőle festményeket.

### Messenger Művészeti Alkotóközösség
1990-ben társaival megalapította a MESSENGER Művészeti Alkotóközösséget. Tagjai: Bihari Csongor, Karácsony Attila, Mónos Jenő, és később Bihari Andrea. 1990-től kezdett el több társával csoportos kiállításokat is rendezni. Napjainkig több mint száz egyéni és csoportos tárlata volt itthon és külföldön egyaránt. Ez idő tájban indult el a hazai képkereskedőkkel való szoros kapcsolata is, számos és folyamatos megrendelést eredményezve. Ekkortól fogott hozzá azokhoz a témákhoz, melyeket az ihlet jellemzett: magyar tájak,
portrék, csendéletek és főleg a transzcendens témák.

### Artlevy
Az 1990-től 2008-ig terjedő időszakot a teljes mesterség elsajátítása jellemezte az olajfestészet terén. Művészi témái egyre gazdagodtak: magyar várak, borvidékek, vadászat, horgászat, Balaton, Őrség, népi, keresztény és szürreális témák, az avantgárd kortárs lehetőségei.
Rengeteg megrendelés jellemezte ezt az időszakot. Behatóan kezdett foglalkozni a különféle stílusoknak, modoroknak, irányzatoknak a jelenben mutatkozó művészi problematikájával. Különféle anyagokra kezdett el festeni, a témához és ihlethez illően: fatáblák, réz- és vaslemezek, bőr, vászon, kerámia, kő, gránit, márvány, cserép stb. A keret is szerves része lett a műnek, kapcsolódva a témához, így a keretezést is egyre egyedibbé tette, sokféle fát és egyéb anyagokat felhasználva. Több alkalommal fafaragó, népművész, lakatos, asztalos készítette tervei alapján ezeket a kereteket. 1992-ben részt vett a Független Magyar Szalon alapító ülésein. A művészeti egyesület alapelvei, törekvései nagyon közel álltak a Levyéhez. Az önkifejezés lényegét ő is az alkotások létrehozásában látta – függetlenül művészeti szervezeti tagságtól, képzettségtől, végzettségtől. Vallotta és vallja az alkotó munka mindenek felettiségét. „Nincs zsűrizés és nincs díjazás” – lett az egyesület jelmondata, a híres párizsi Független Szalon elveit tisztelettel követve, és ez nagyon is egyezett Levy felfogásával. Autonóm személyisége azonban nem engedte, hogy a mégoly rokonszenves egyesületben taggá váljék.

### Galéria

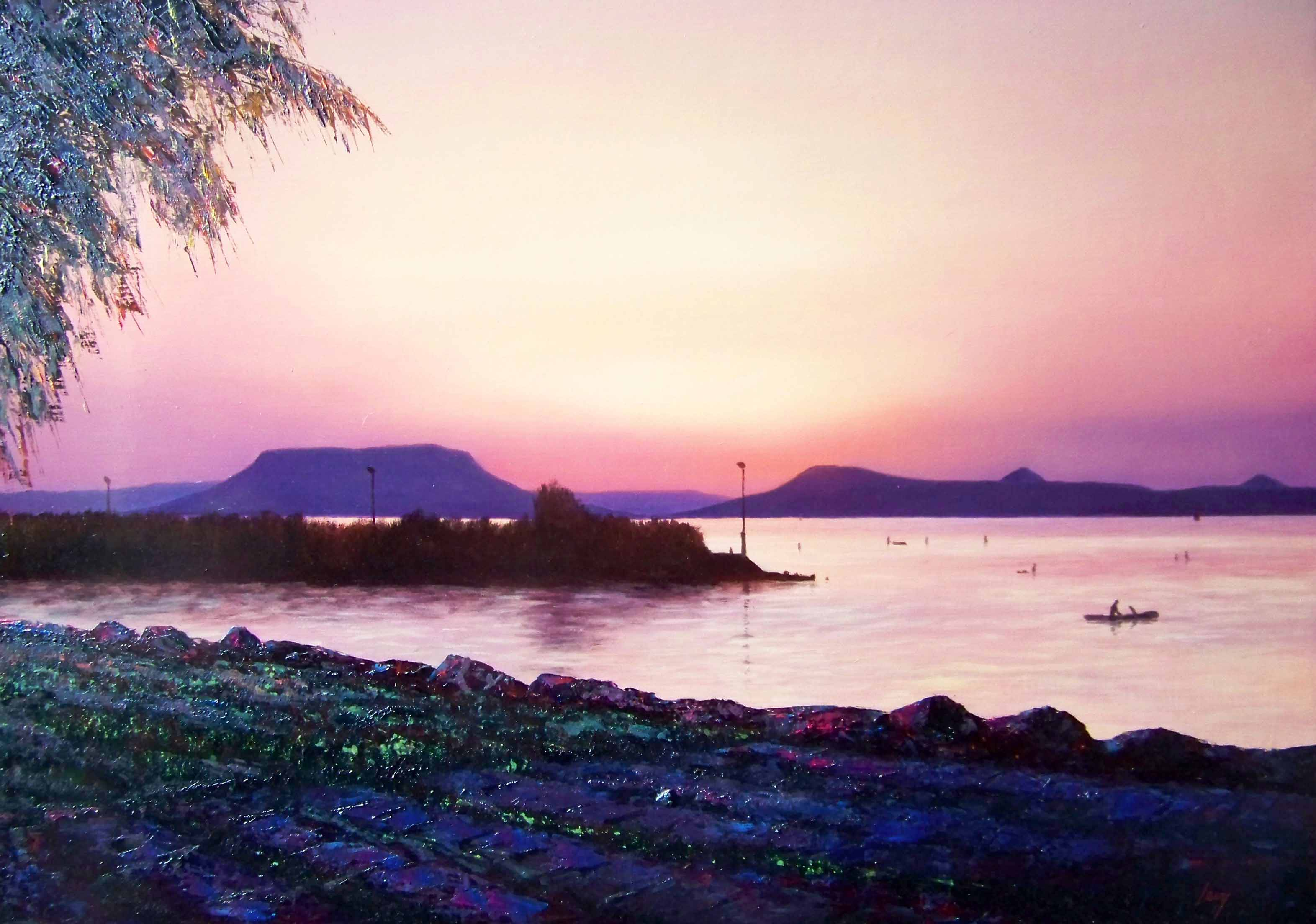
A tó Zoltán barátomnak olaj-fa, 50x70, 12
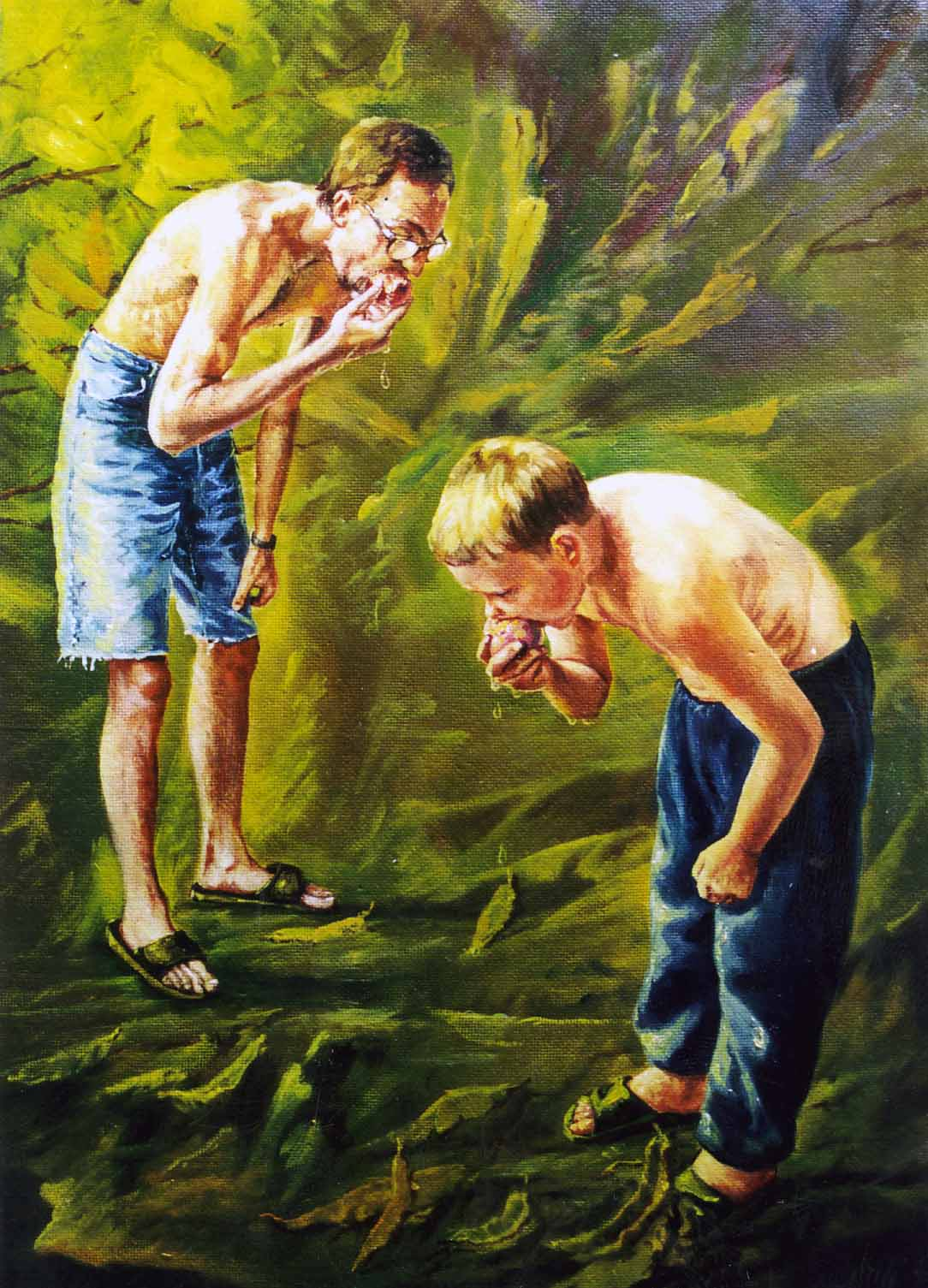
Barackevők olaj-fatábla, 70 x 50 cm, 2002.
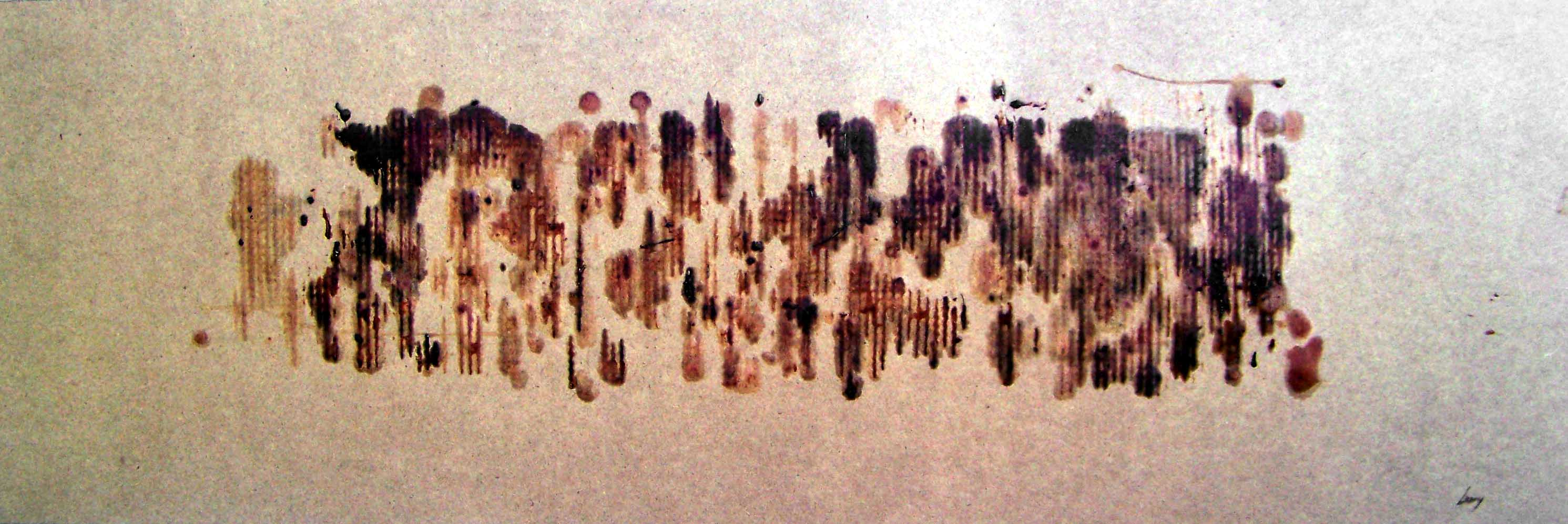
Bordák olaj-vegyes technika, 37 x 105 cm, 2010.
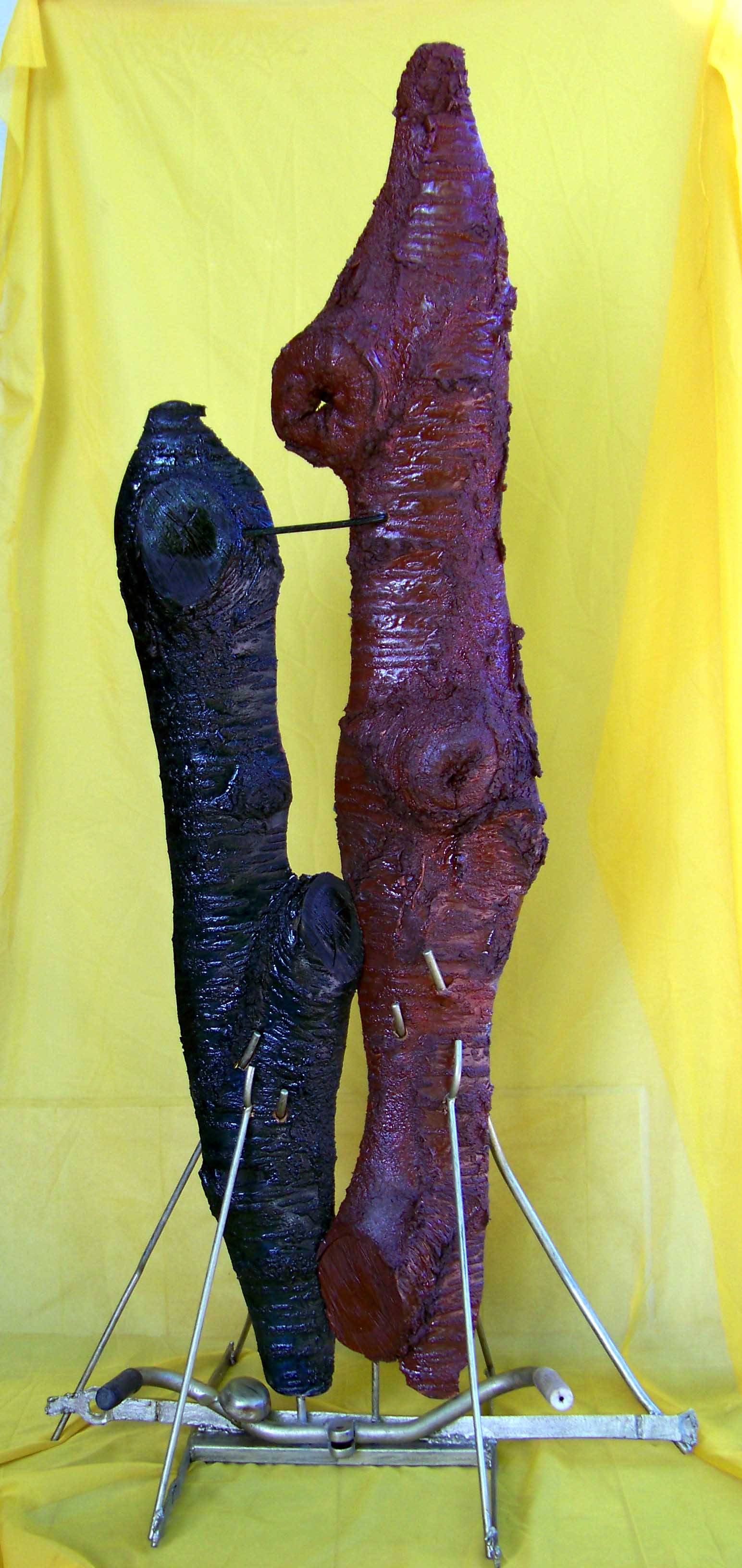
Dali és Gala cseresznyefája szobor, 155,5 x 74,6 x 58,5 cm, 2011.
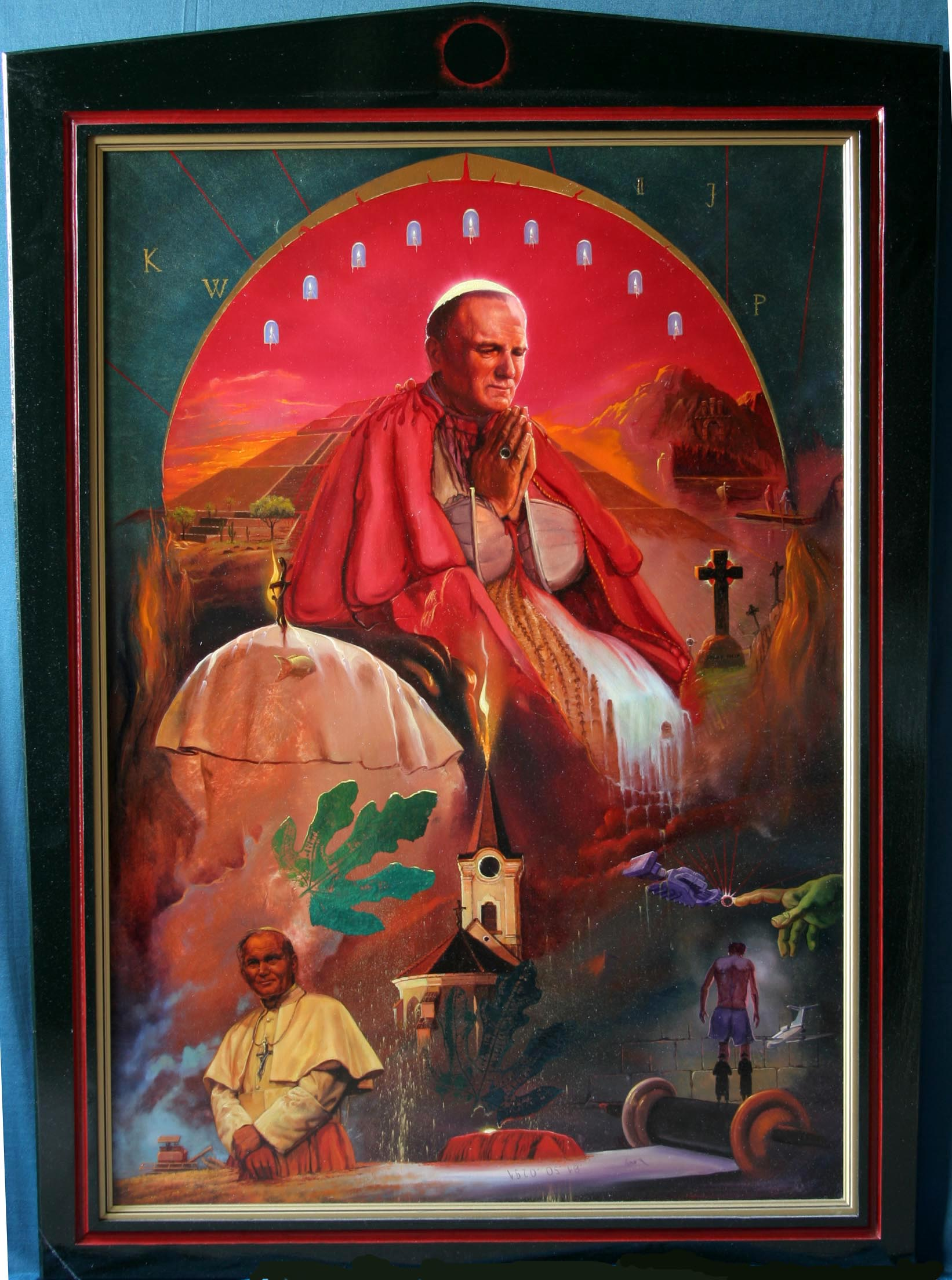
DE LABORE SOLIS olaj-fatábla, 100 x 70 cm, 2005.
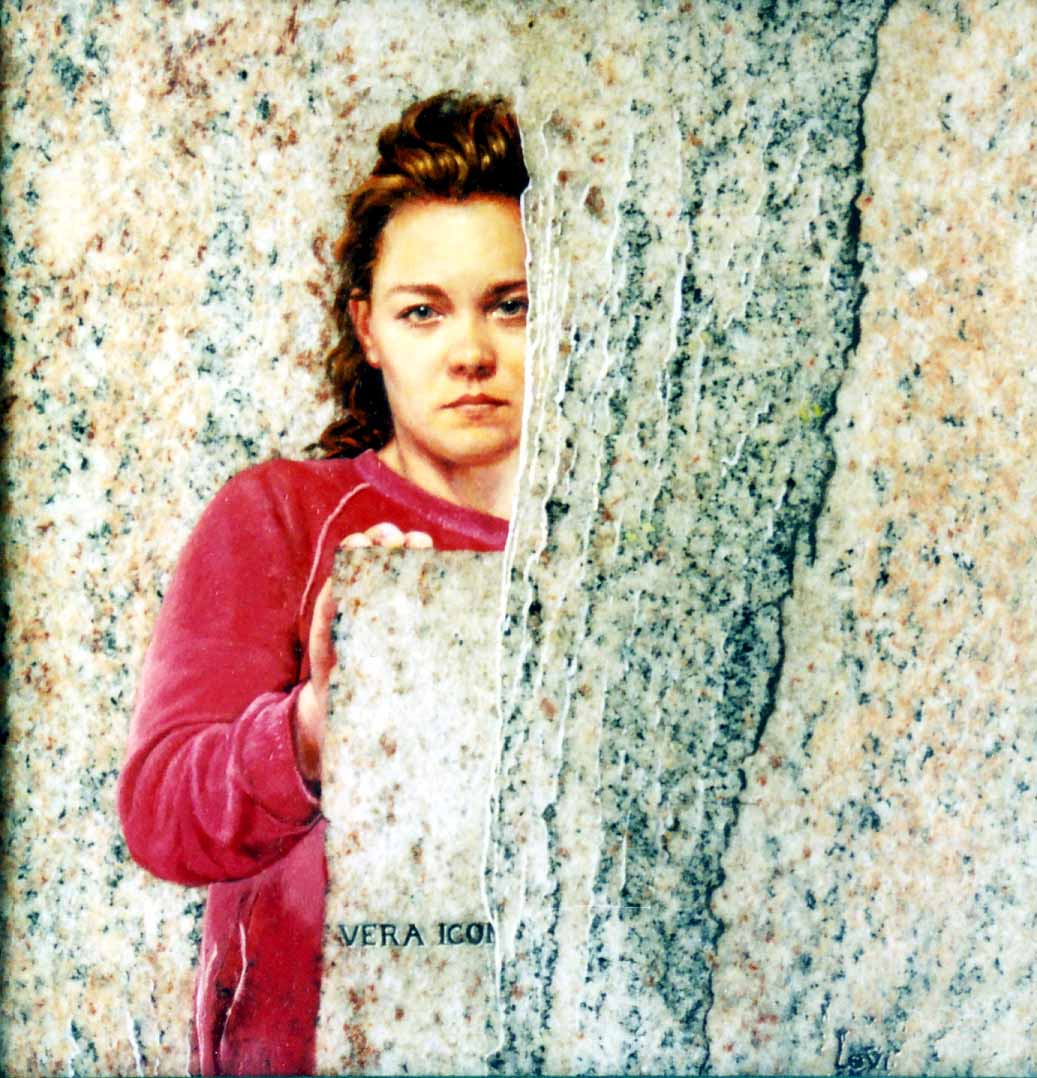
Eltakarva olaj-gránit, 30,5 x 30,5 cm, 2001.
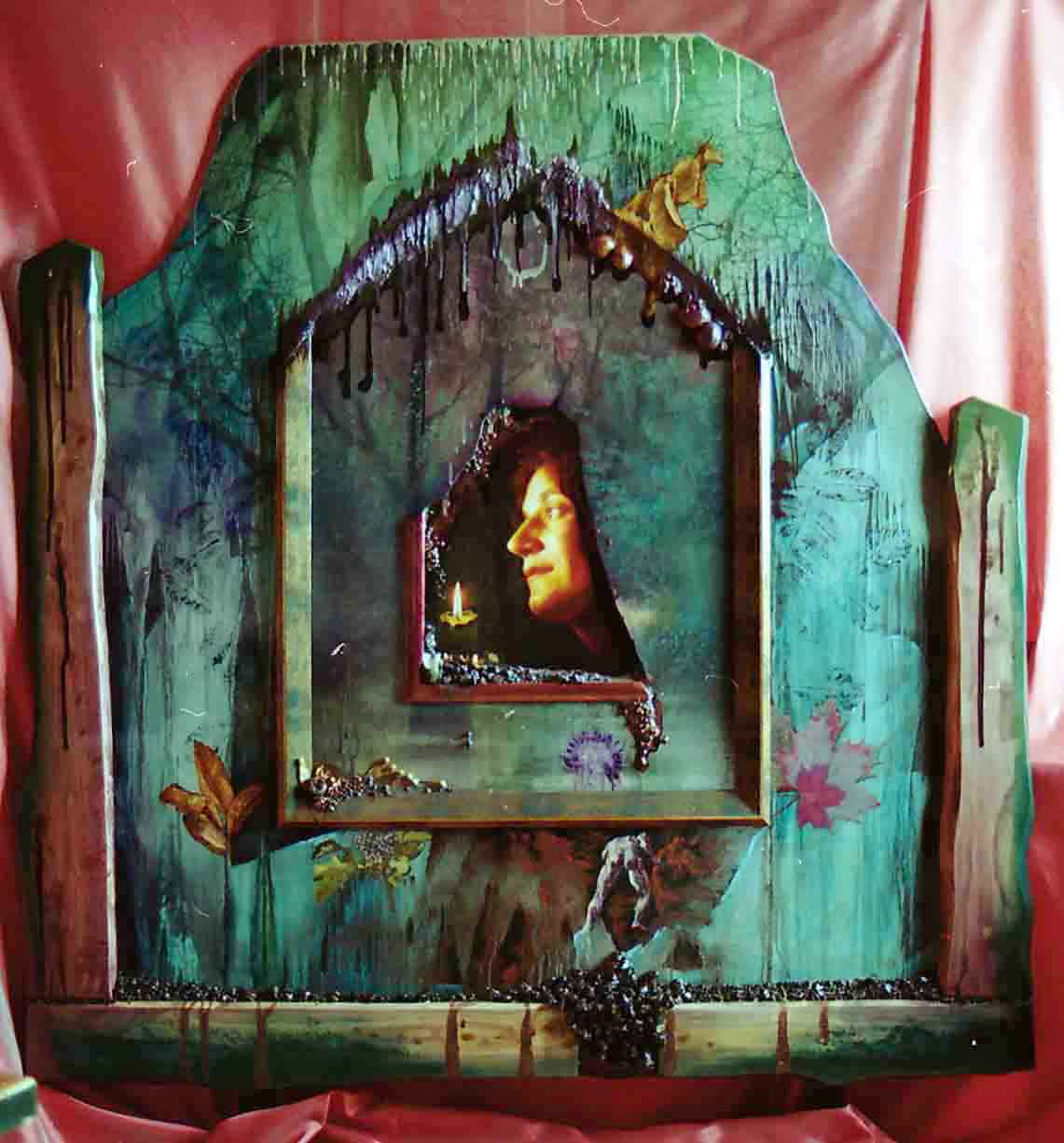
Esős november olaj-vegyes technika, 135,8 x 133,6 cm, 2007.
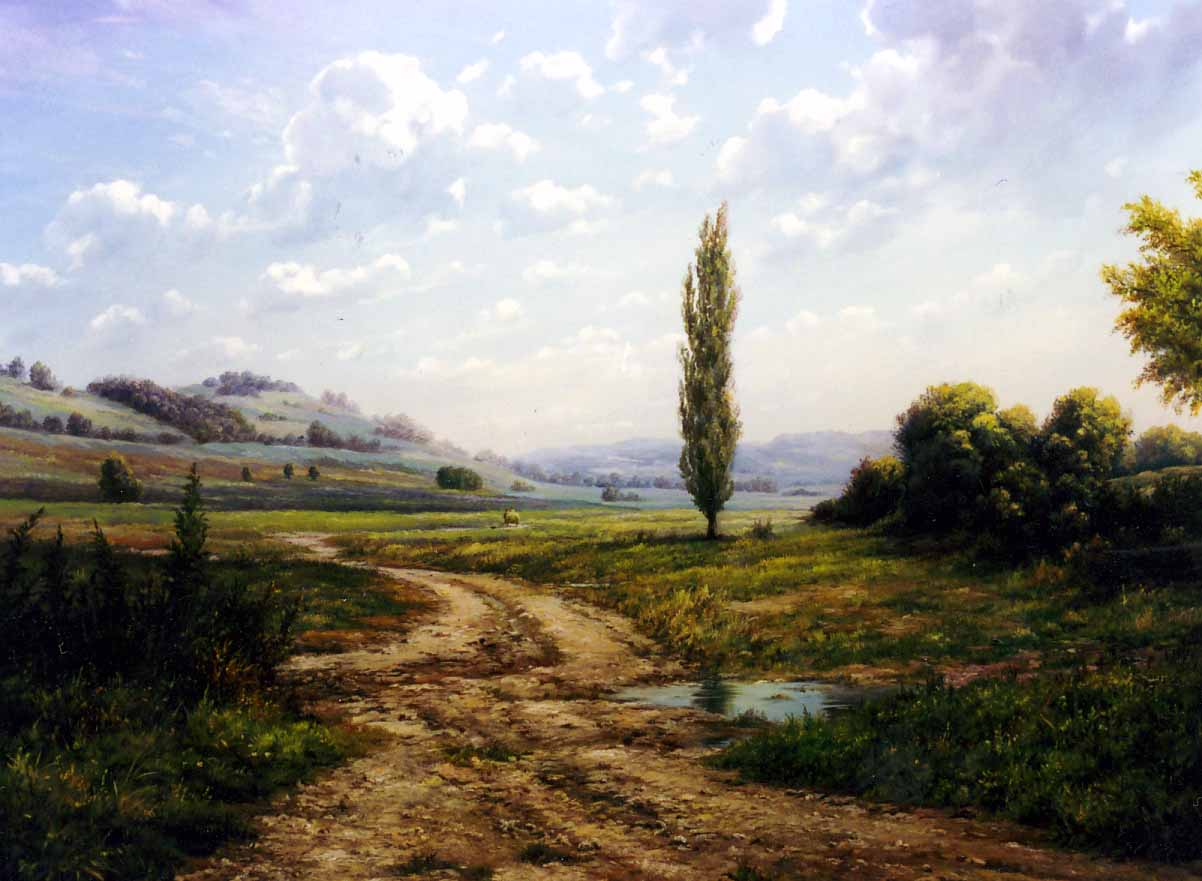
Földesút Nyim határában olaj-fatábla, 70 x 90 cm, 1996.
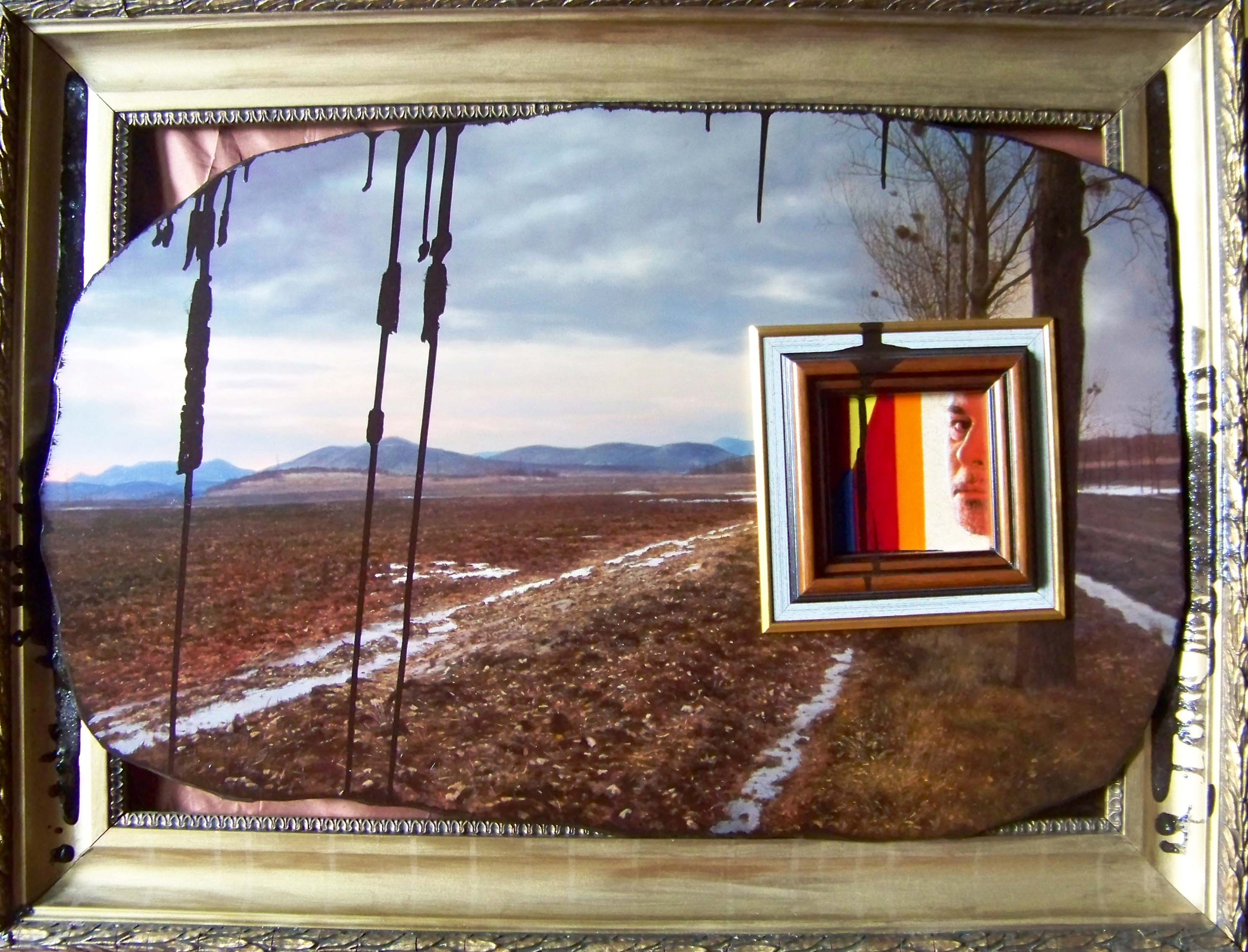
Giccsnézők 1. olaj-vegyes technika, 46 x 74,2 cm, 2011.
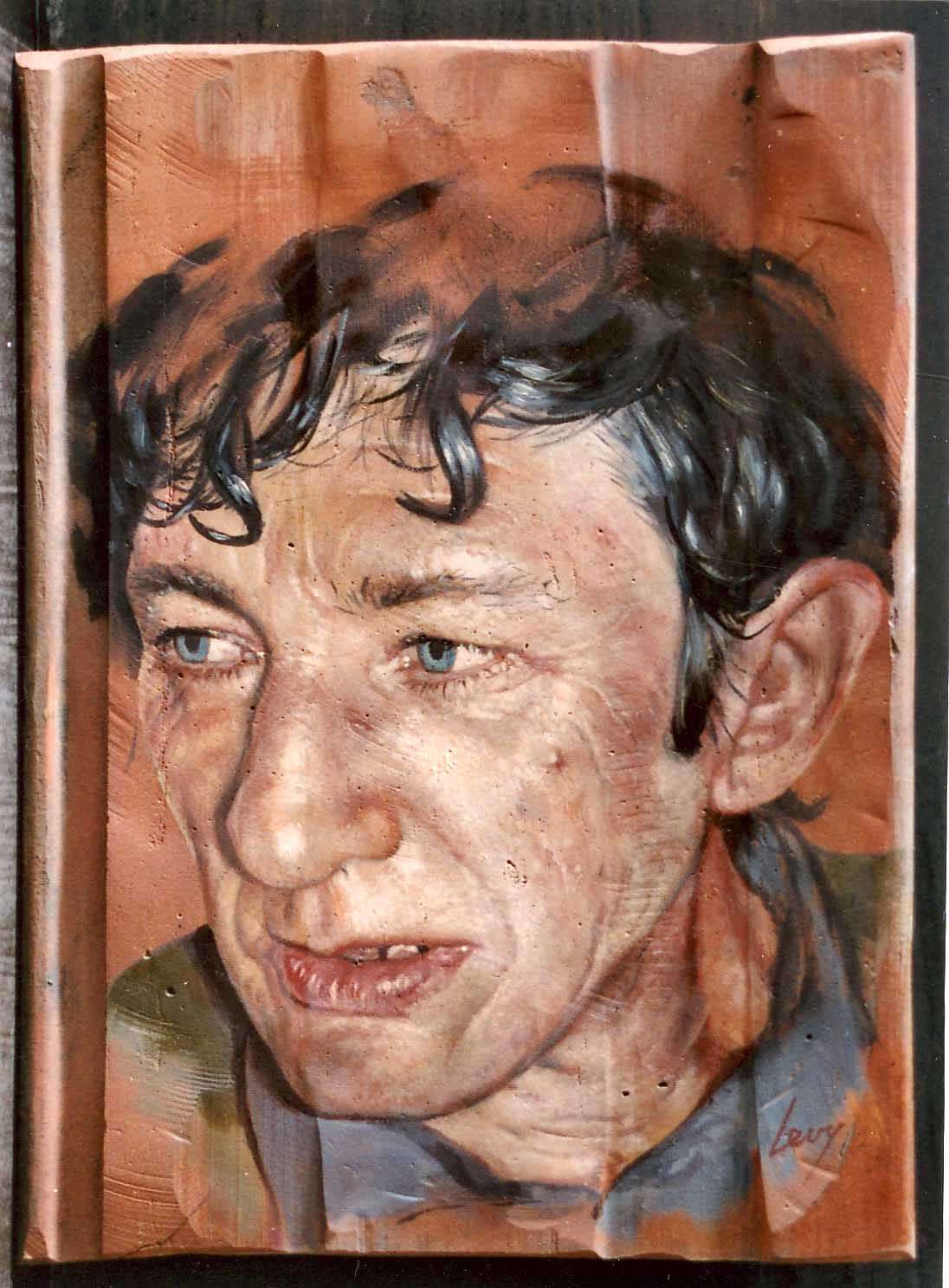
JENŐ olaj-cserép, 30 x 33,5 cm, 2005.
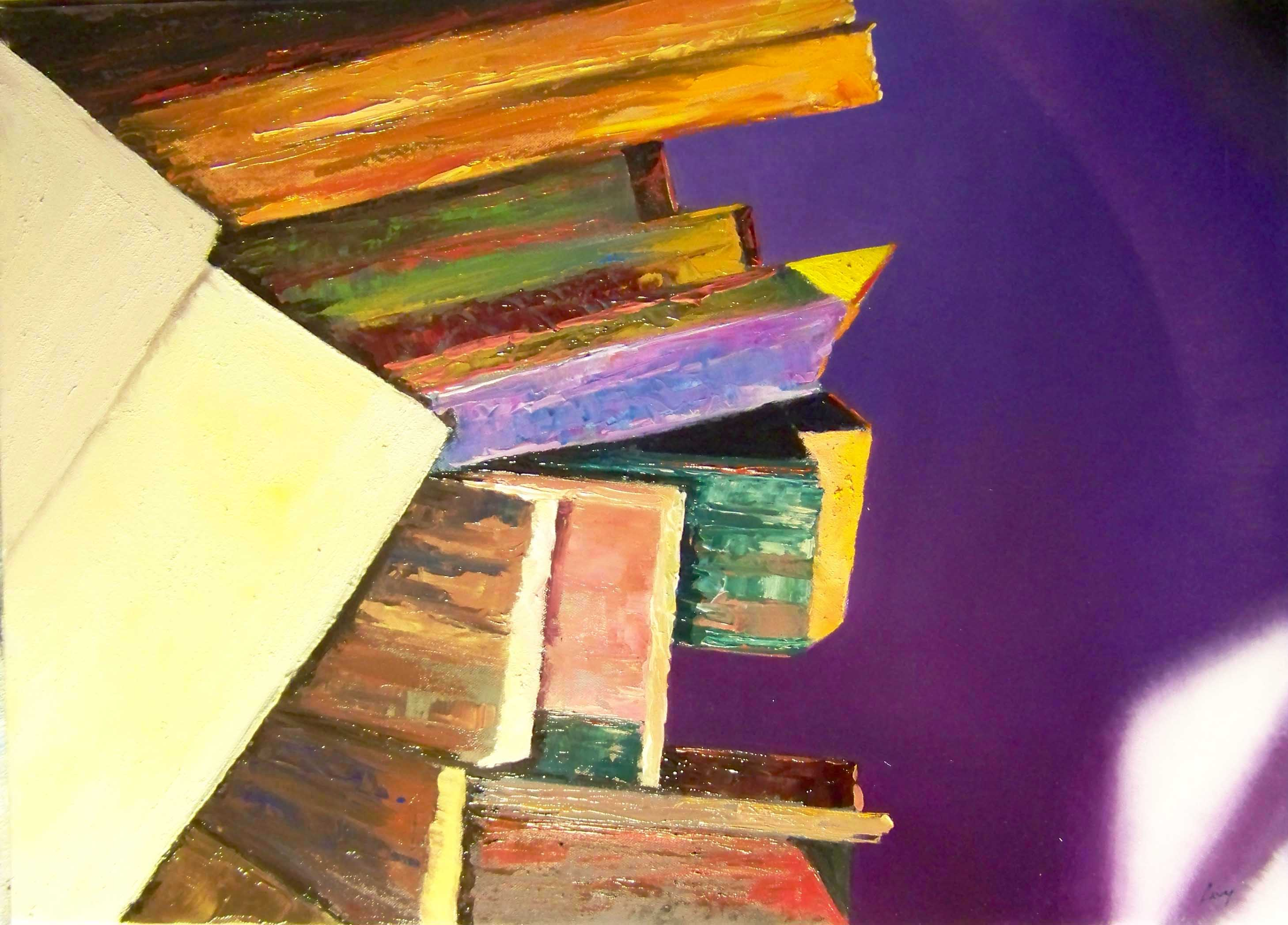
Távolság olaj-vászon, 50 x 70 cm, 2010.

## Kiállítások
(válogatás)

| 1990. Siófok, Dél-Balatoni Kulturális Központ 1991. Siófok, GALERIE MESSENGER 1992. Siófok, Beszédes József Múzeum Archiválva 2013. november 9-i dátummal a Wayback Machine-ben Balatonalmádi, Városháza Galéria Budaörs, Jókai Mór Kulturális Központ. Archiválva 2013. március 12-i dátummal a Wayback Machine-ben Várpalota, Nagy Gyula Galéria 1993. Budaörs, Jókai Mór Kulturális Központ. Archiválva 2013. március 12-i dátummal a Wayback Machine-ben Szolnok, Hotel Pelikán Siófok, Hotel Janus Pápa, Jókai Mór Művelődési Központ Pétfürdő, Művelődési Központ Debrecen, DOTE 1994. Baja, József Attila Művelődési Központ Mohács, Bartók Béla Művelődési Központ Sopron, Hotel Sopron Balatonszemes, Művelődési Központ 1995. Budapest, SISSI Palota Kecskemét, Megyei Kórház Galériája Baja, József Attila Művelődési Központ Szolnok, Helyőrségi Művelődési Központ Bicske, Petőfi Sándor Művelődési Központ Keszthely, Goldmark Károly Művelődési Központ Törökszentmiklós, Városi Művelődési Központ Gyula, Erkel Ferenc Művelődési Központ Pécs, Gyöngyszem Galéria Budapest, Vöröskereszt Központi Galériája Székesfehérvár, Szent István Művelődési Központ 1996. Budapest, Stefánia Palota Budapest, Ericsson Galéria Szirák, Hotel Kastély Budapest, Hotel Gellért Budaörs, Jókai Mór Művelődési Központ 1997. Előszállás, Művelődési Központ Ausztria, Neufeld, Bank Burgenland Budapest, Café Miró 1998. Szirák, Hotel Kastély Dunaföldvár, Vár Galéria 1999. Kisbér, Városháza Galériája 2000. Noszvaj, Panoráma Hotel Noszvaj, De la Motte Kastély Dusnok, Művelődési Központ Siófok, Dél-Balatoni Kulturális Központ | 2001. Balatonakarattya, AHA Stúdió 2002. Szekszárd, MC Galéria Csopak, Művelődési Központ Szolnok, HOZAM Klub Szombathely, Isis Galéria 2003. Jánosháza, Művelődési Központ Keszthely, Helyőrségi Művelődési Központ Tolna, Városi Művelődési Központ Pápa, Tükörkép Galéria 2004. Marcali, Bernáth Aurél Terem Szolnok, HOZAM Klub 2005. Siófok, D.B.K.K. 1. LEVYNTGARD Dusnok, Művelődési Központ Balatonföldvár, Bajor Gizi Művelődési Központ Szolnok, HOZAM Klub Szombathely, Helyőrségi Klub 2006. Debrecen, Misztika Galéria Szántódpuszta, Kulturális Központ Szalafő, Kultúrház Balatonföldvár, Bajor Gizi Művelődési Központ Baja, József Attila Művelődési Központ Budapest, Rátkay Klub Debrecen, DOTE Siófok, Dél-Balatoni Kulturális Központ 2007. Balatonszárszó, Soli Deo Gloria Konferencia Központ 2008. Művészetek Völgye, Monostorapáti: 2. LEVYNTGARD Szolnok, HOZAM Klub 2009. Pilisvörösvár, Műhely Galéria Szolnok, Városi Képtár Jánosháza, Művelődési Központ 2010. Körmend, Cavallo Galéria Budapest, Deák Ferenc Kollégium 2011. Balatonfűzfő, Művelődési Központ, Yndával közösen Szombathely, Megyei Művelődési és Ifjúsági Központ 2012. Szolnok, Kaid Art Shop, 2013. „ARTEX-től a levyntgard-ig”. Kálmán Imre Múzeum, Siófok „Magyar táj magyar ecsettel”. Idegenforgalmi és Kulturális Központ, Szántódpuszta csoportos |

## Korszakok és stílusok
1. Kezdeti, intenzív önképző és tanulási időszak (Daday Kálmán műhelyében, nagyatádi alkotótábor Leitner Sándorral), 1977-1980. 

2. ARTEX időszak 1980-1990

A kereskedelmi megrendelésre történő festészet kitűnő iskolája volt a technikai tudás, a mesterségbeli ismeretek és jártasságok elsajátításának, a munkában való pontosság és az időre való elkészülés belsővé válásának. Nem utolsósorban biztos egzisztenciát teremtett.

3. MESSENGER időszak 1990-1998.

Irodalmi idézetekkel próbáljuk megvilágítani a művészlét sajátos paradoxonát..

„Ilyen az ember. Egyedüli példány.

Nem élt belőle több és most sem él,

s mint fán se nő egyforma két levél,

a nagy időn se lesz hozzá hasonló.”

(Kosztolányi Dezső)

versus

„Hiába fürösztöd önmagadban,

Csak másban moshatod meg arcodat.”

(József Attila) és

„De jaj, nem tudok így maradni,

Szeretném magam megmutatni,

Hogy látva lássanak,

Hogy látva lássanak.”

(Ady Endre)

Levy öntörvényű, autonóm művész, aki fiatal korától megalkuvás nélkül járja saját útját, építi alkotói œuvre-jét. De mindig is vágyott a hozzá hasonló gondolkodású, művészi szemléletű alkotók szeretetére, közösségére. A MESSENGER mindennek korai objektiválódása.

4. Artlevy korszak 1998-2007.
Az Artlevyvel új, nagyon fontos korszaka kezdődött Levy művészetének. A mesterség teljes technikai tudásával felvértezve kezdett hozzá saját művészeti filozófiájának vizuális kibontásához.

## Témák

### Tájfestészet
A tájfestészet művelői – zsenik és kismesterek –, különböző korstílusok és izmusok követői egyaránt arra az alapvető filozófiai, művészetfilozófiai kérdésre reflektáltak mindig is művészetük esztétikai fegyvertárával, hogy miként válik az ember ottlétével a természet tájjá – bármit is jelentsen ez a fogalom. Ezt a dilemmát Levy sem tudta, és nem is akarta sohasem kikerülni.
Levy festészetének mindig is egyik meghatározó része volt a tájfestészet. A táj mint művészi téma a nemzetközi és hazai picturában egyaránt nagy hagyományokkal rendelkezik. Csodálatos mesterek remekművei fémjelzik a történetét.
Levy sokat tanult a nagy elődöktől. Tájfestészetében ott van előképként id. Markó Károly, Mészöly Géza (festő) és Egry József egyaránt. De Levy nem epigon. A XX. század végén, a XXI. század hajnalán összetéveszthetetlen, egyéni és egyedi tájfestészetet volt képes létrehozni.
Mi jellemzi Levy tájképeit? Az alap természetesen a mesterség, a technika, az olajfestés műhelytitkainak fölényesen biztos ismerete és gyakorlata. A lenyűgöző mesterségbeli tudás azonban még nem feltétlenül teremt művészetet is. Levy tájfestészete viszont valóban magasrendű művészet. Művészet, mert Levy nemcsak szemlélője a tájnak, nemcsak vizuális leképzője, de valódi köze is van megfestett tájaihoz. Levy tájai mindig lelki tájak is. Képei a művész szemérmes vallomásai is a hazáról.

### Vár témák
Bár a Habsburgok a Rákóczi-szabadságharc után lerombolták híres várainkat, mégsem csak vár állott ott, most kőhalom. Levy vár témájú képei nemcsak kitűnő képzőművészeti alkotások, de a magyar történelem, művelődés- és építészettörténet dokumentumértékű művei is.

### Bor témák
„Végül is ketten maradnak, Isten és a bor.” (Hamvas Béla)
A magyar ember borivó. Sajátos kultúrája van a bornak, számos remek borvidékünk van országszerte, amelyeknek Levy remek ismerője. Tudását vizuálisan is képes számunkra megragadó módon közvetíteni.

### Vadászati, állat-témák
Vadászat, halászat és horgászat. Nagy hagyományú ősmesterségek és kedves férfiszórakozások. A képzőművészet is régen fontos témájává avatta őket. Levy ebben is nagymester.

### Erotikus témák
Művészet és erotika elválaszthatatlanok egymástól. Az élet teljességét bővérű jókedvvel megélő, reneszánsz szemléletű alkotó, Levy palettájáról hogy is hiányozhatna az erotika! Levyéről, akinek olyan felesége van, mint Ágota, a mester Ágocskája, a kedvesség, nőiesség, anyaság – az erotika megtestesülése.

### Portréfestészet
Arcképet, képmást készíteni nem egyszerűen technikai kérdés. A jó portré egy személyiséget, egy érző, örömökkel, fájdalmakkal élő embert – Kosztolányi szavaival: egy egyedüli példányt, akiből nem élt több, és most sem él – kell, hogy megjelenítsen. Levy portréi erre képesek. És hogy Levy képes ilyen portrékat alkotni, annak fő oka nem csupán briliáns mesterségbeli tudása, hanem egy egyszerű tény: Levy szereti az embereket, Levy szereti az EMBERT.

### Szürrealizmus
(keresztény és ősmagyar témák)
Levy nagy szellemi mestere, útmutatója Dalí. Szürreális alkotásait szemlélve nem is nagyon kell többet erről mondanunk. Még csak annyit: Levy nem epigon. Levy a lényeget értette meg Dalí művészetéből.

### Csendélet
A csendélet az európai festészet egyik legklasszikusabb témája. Nem véletlenül fickándozik Levy – aki szabadidejében szívesen művel kertet is – oly’ kedvvel e témában, bevetve fölényes technikai tudása, széles körű stílusismerete teljes tárházát.

### Kortárs festészet
(részlet a teljes anyagból)
Napjaink képzőművészetében trendi az absztrakt, a non-figuratív, a dekonstrukció. Levy azonban sohasem a kritikusok, a galériák, a műkereskedelem igényeinek és elvárásainak megfelelni akarva használta e szemlélet- és kifejezésmódokat. Levy – bár nyilvánvaló vonzódása a figuralitáshoz – felismerte, hogy a XX. század végének, XXI. század elejének képzőművészete bizonyos vizuális problémákra, művészetfilozófiai kérdésekre csak absztrakt, non-figuratív formákban képes válaszokat adni. Levy ezeket az alkotásait talán nem tartja művészete csúcspontjainak, de hogy megszülettek, jelzik, fontosságot tulajdonít nekik, és művészi továbblépésének jelentős állomásainak tekinti őket. Ezek a művek a magyar non-figuratív festészet súlyos darabjai. A szín, forma, fény-árnyék vizuális dilemmák festői feldolgozásai mögül Levynél mindig felsejlenek a kínzó esztétikai és filozófiai problémák. Mennyire igaz Levy alkotásaira, hogy a művészet végső soron élet és halál alapvető kérdéseire reflektál! Levy kortárs festészetében sem másról van szó, mint ontológiai kérdések boncolgatásáról.

## Forrás anyagok Levyről

### ArtLevy.hu
Legfontosabb internetes forrás Levy honlapja: www.artlevy.hu

### Levy Galéria

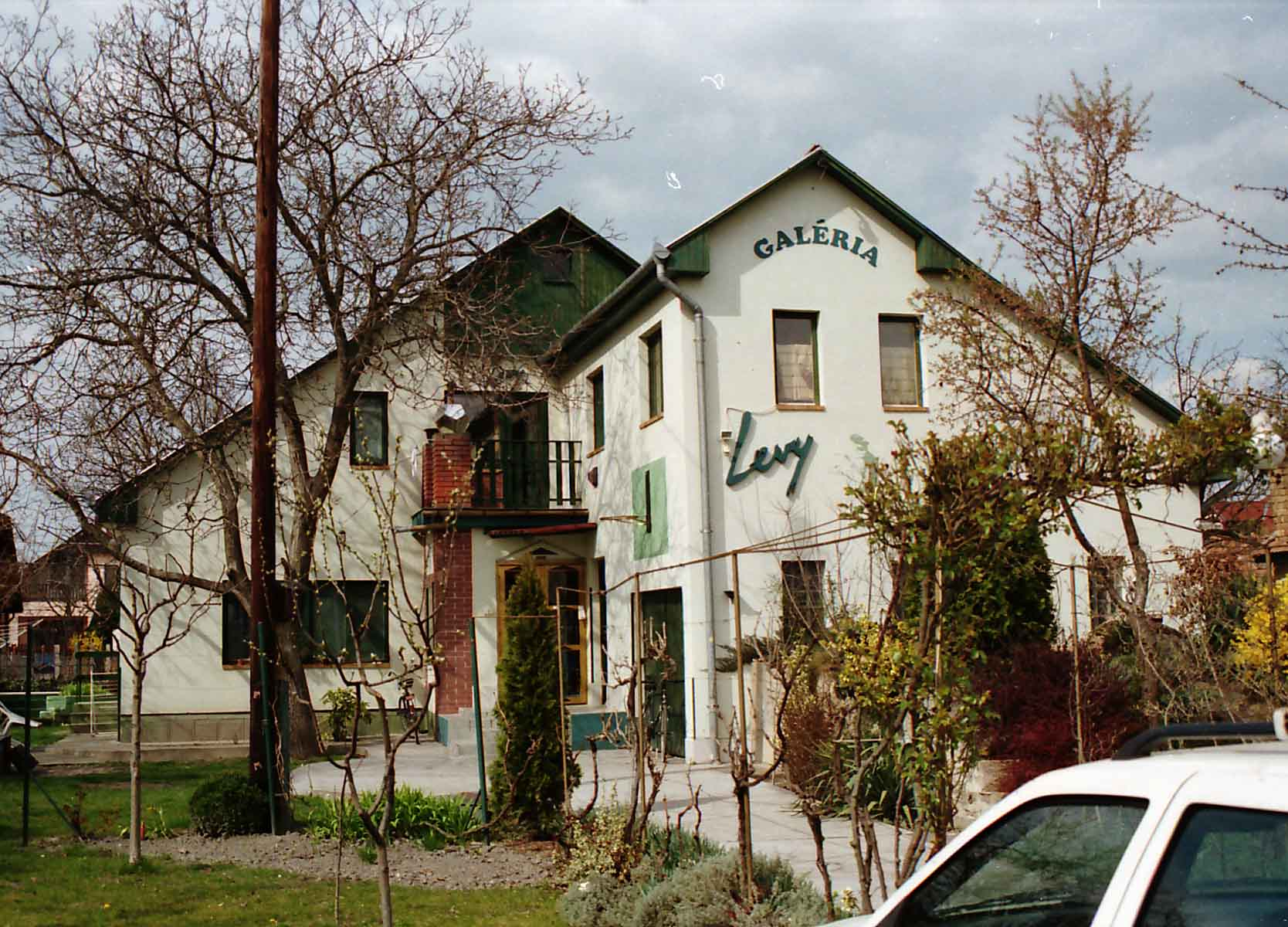
Levy Galéria

A Levy Galériát Bihari Puhl Levente tulajdonképp a MESSENGER alkotóközösség folytatásaként hozta létre a 90-es évek elején, s így a mai napig már 20 éves múltra tekint vissza. Már a MESSENGER is foglalkozott kortárs alkotók munkáinak átvételével, forgalmazásával, s nem volt kritérium, hogy az művészek akadémiai, művészeti iskolai végzettséggel rendelkezzenek, valamint olyan alkotókkal foglalkoztak, akik nem voltak futtatottak, ismertek. A Galéria számára a kortárs kifejezés nem a nonfiguratív-absztrakt munkákat jelentette, hanem azt, amit kor társak, azaz, jelen korunk társai készítenek.
A galéria jelenleg is e felfogás szerint működik: a népművészet, a kézműves mesterségek, a zene és az irodalom képviselőinek műveivel, valamint antik festményekkel és retro-tárgyakkal bővítve. Ez a szisztéma vezette tovább Levy-t, amikor siófoki házában, műtermében kialakította a Levy Galériát és Szalont. Közben Jánosházán örökségként egy késő barokk stílusú épülethez jutott, amelyben szintén alkotó és kiállító területet szeretne létrehozni a jövőben.

### Levy-művek középületekben
(válogatás)
- Egyházmegyei Múzeum, Székesfehérvár
- Madarász Utcai Gyermekkórház, Budapest
- Megyei Egészségbiztosítási Pénztár Székháza, Kaposvár
- Perczel Galéria, Siófok
- Polgármesteri Hivatal, Balatonszabadi
- Polgármesteri Hivatal, Siófok
- Római katolikus Templom, Siófok
- Thanhoffer Villa, Siófok

### Írások Levyről
(válogatás)
- „Salvador Dali nyomdokain” Siófoki Hírek 1999. 11.
- „Lelki élmények festményeken” Somogyi Hírlap, 2000. november 8.
- ReBiK Művészeti Zseblexikonban szócikk – 2000. december
- „Vászonra festett jövő” Somogyi Hírlap, 2001. szeptember 30.
- "Mesterség és ihlet, Színvázlatok Bihari puhl levente festészetéből” Új Ember 2003. július 20.
- „A hétköznapok dalai” Fejlesztő Pedagógia 2003. 6. szám
- „Egy különleges festmény II. János Pál Pápa mennyei születésnapjára”
- Székesfehérvári Egyházmegyei Magazin, 2006. április
- Siófoki impressziók Új ember, 2006. május 7.
- Levy – egy autonómművész portréja[halott link] Vasvári Zoltán könyve, Underground Kiadó, 2011.
- „A HULLÁMOK LÁGY TÁNCA” VASVÁRI Zoltán könyve Levy-festményekkel, Underground Kiadó, 2012. március
- A megtalált hit leképezése Új Ember, 2012. április 29.
- Kútszéli Stílus – Kutszegi Csaba sorozata, 2012-13.
- „Az Artlevytől a Levyntgardig” Vasvári Zoltán megnyitóbeszéde Siófok, Kálmán Imre Múzeum
- „A hullámok lágy tánca” és „Könnyű emlékek hová tüntetek” c. Levy-recenzió Vasvári Zoltán 2 könyvéről HONISMERET 2010/2.
- Bihari Puhl Levente tárlata tájképfestészetéből” Vasvári Zoltán megnyitóbeszéde (Szántódpuszta)

### Filmek Levyről
(válogatás)
- Siófok, Szkítia Nemzeti Bolt, 2002. Sió TV
- Siófok, Sió TV stúdió, beszélgetés Varga Csabával, 2002. Sió TV
- Jánosháza, Művelődési Ház, 2003. Farkas Ferenc
- Siófok, Berlinger Ágota filmje Levyről, 2003. Balaton TV
- Pápa, Tükörkép Galéria, 2003. Pápai Városi TV
- Marcali, Bernáth Aurél Galéria, 2004. Marcali Városi TV
- Siófok, DBKK, Őrültek Órája, 2005. Sió TV, Balaton TV
- Levy Nafffény Triller, 2005. Helényi Tamás
- Levy Magyar Táj témája, 2005. Helényi Tamás
- Levy Magyar Vár témája, 2005. Helényi Tamás
- Levy Magyar Bor témája, 2005. Helényi Tamás
- Szolnok, HOZAM Klub, 2005. Szolnoki Városi TV
- Dusnok, Művelődési Ház, film Levyről, 2005. Dusnoki TV
- Levy Galéria, 2006. Helényi Tamás

### Zeneművek Levyről
(válogatás)
- Levy képei, 1992, 2000, 2013. Ludvig Rezső

### Zenészek Levy-kiállításokon
(válogatás)
- Ludvig Rezső zeneszerző, zongorista Budapest, Budaörs, Siófok, Bicske, Székesfehérvár
- Marosfalvi Imre (Enrico) hegedűművész, Budaörs
- Takács Dénes és az ALLEGRO Kamarazenekar Siófok, Szolnok
- Operaházi Borlovagok Pilisvörösvár
- MEGAROX egyesület Szántódpuszta

## Külső hivatkozások
- Levy honlapja
- Levy Galéria Bemutató (2008). YouTube
- Festői vártúra Magyarországon Archiválva 2013. május 11-i dátummal a Wayback Machine-ben
- AZ ARTLEVYTŐL A LEVYNTGARDIG – Vasvári Zoltán megnyitó beszéde
- Bihari Puhl Levente tárlata tájképfestészetéből
- Kutszegi Csaba: Magyar tájat magyar Dalíval!
- Horogra akadva. YouTube
- Kossuth rádió
- Amerika helyett. YouTube